# The Goods: Live Hard, Sell Hard
The Goods: Live Hard, Sell Hard (br: Carros Usados, Vendedores Pirados) é um filme de comédia de 2009  dirigido por Neal Brennan, estrelado por Jeremy Piven e Ed Helms. O filme foi lançado em 14 de agosto de 2009.

## Enredo
Selleck da concessionária de carros Ben, em Temecula, Califórnia, está a falhar e ele é obrigado a contratar um mercenário, Don Ready. Eles têm 211 carros para vender durante o 4 de julho de fim de semana. Don equipe de Babs, Jibby e Brent promessa Ben que eles vão fazer o negócio com lucro após o fim de semana.
No primeiro dia as multidões se reúnem fora de cachorros-quentes e outros truques. Don avisos que o vendedor de talento natural, Blake, poderia ser seu filho (ele estava na cidade antes e teve um breve fling quando houver). A equipe de vendas vender os carros por todos os meios necessários e finalizar o dia vendendo 71 carros. Antes que eles possam deixar o lote Stu e seu filho Paxton da oferta de concessão de oposição à aquisição do lote. Desde Paxton é casar com a filha de Ben, Ivy, ele está tentando colocar para fora seu sogro para o futuro do negócio. Paxton só quer espaço para a prática de sua "banda de um homem", o Big Ups e, eventualmente, quer levá-las a nível mundial. Ben está prestes a finalizar um acordo com o Stu, mas Don promete vender todos os carros no lote.
O segundo dia começa mal com uma comerciais desonestas que Ben está morrendo de câncer testicular. Quando é hora de Eric Bice, Bo Bice o irmão para assumir o estágio em que ele desiste no último minuto, e Don sobe ao palco. Os motins multidão quando eles descobrem Don é uma cantora atroz. Tirando partido de todas as câmeras no lote do tumulto, a equipe inicia a venda de 20% de desconto para a polícia.
Don é um balanço de sua vida em Ivy perguntas a ele sobre um de seus postos de trabalho em Albuquerque. Don lhe diz que ele matou seu melhor amigo e DJ da equipe, McDermott (jogado em um flashback por Will Ferrell), dando-lhe um saco com brinquedos sexuais, em vez de um pára-quedas. Don estava mais focado em fazer sexo com seu cliente do que vender carros. Ele então revela a Ivy que ele está se apaixonando por ela e tudo está acontecendo novamente. Naquela noite, Ivy chega ao quarto de hotel de Don e eles têm sexo.
Ivy revela que foi uma noite inteira e não está rompendo com Paxton. Don fica furioso e sai gritando que ele só confia em carros depois que ele foi feito por Ivy. As pesquisas da equipe, mas não consigo encontrar Don, eles enchem o tanque para vender os 105 carros deixados no monte sem ele. Enquanto perambulava pelo deserto Don vê o McDermott falecido com dois anjos. McDermott diz Don que está tudo sobre a equipe, as pessoas que você ama, e que ele deveria sair da estrada. No tempo que leva Don a voltar para a concessionária a equipe vende todos os carros no lote.
Don pára-quedas para o lote, mas Stu Paxton e informá-lo o "carro bandido" (um cara de arrimo que foi usado no Smokey and the Bandit filmes) não é vendido eo concessionário é deles. Don convence Paxton a comprar o carro do bandido, que salva o lote, Paxton e folhas de hera em turnê com sua banda. Don anuncia que vai sair da estrada para que ele possa cuidar de sua família e amigos mais. Don casa com  Ivy e adota Blake (apesar do fato de que Blake sabe que ele não é, na verdade, filho de Don), mas eles se divorciaram dois anos depois.

## Elenco
Jeremy Piven como Don Ready ou "Donnie Big Boy
Ving Rhames como Jibby Newsome
James Brolin como Ben Selleck
David Koechner como Brent Gage
Kathryn Hahn como Babs Merrick
Ed Helms como Paxton Harding
Jordana Spiro como Ivy Selleck
Tony Hale como Wade Zooha
Ken Jeong como Teddy Dang
Rob Riggle como Peter Selleck
Alan Thicke como Stu Harding
Charles Napier como Dick Lewiston
Jonathan Sadowski como Blake
Noureen DeWulf como Heather
Wendie Malick como Tammy Selleck
Craig Robinson como DJ Request
Bryan Callen como Jason Big Ups!
Joey Kern como Ricky Big Ups!
Matt Walsh como Capitão Ortiz
Ian Roberts como cliente Selleck - Gary
Paul Lieberstein como última Cliente Selleck
Will Ferrell como Craig McDermott (não creditado)
Stacey Kristen Schaal como Stacey Aeromoça
Bradley Steven Perry como jovem Don Ready
TJ Miller como Cessna Jim

## Produção
Originalmente intitulado The Goods: The Don Ready Story, Adam McKay foi inicialmente interessado em lançar Mary Steenburgen. O filme era para ter uma série de participações especiais.[carece de fontes?] McKay reconhece semelhanças entre este filme eo Robert Zemeckis dirigiu, Steven Spielberg produziu o filme Carros, que ele acha que o "povo normal ter esquecido", e compara este filme para um engraçado Glengarry Glen Ross no tom.
A versão original da canção "Fox On The Run", da banda britânica Sweet, é caracterizado no filme, assim como o trailer.